# Laurent Voulzy
Lucien Voulzy, más conocido por su nombre artístico Laurent Voulzy (París, 18 de diciembre de 1948) es un cantautor francés.
Bisnieto de Gastón Gerville-Reache e hijo de Lucien Gerville-Reache, empresario y político de Guadalupe (1928-2008), y Marie-Louise Voulzy, que dejó su isla natal para marcharse a París con el fin de intentar  una carrera como cantante y bailarina - como dijo más tarde en su canción más emblemática Corazón Granadina de 1978, por lo que es "nacido en lo gris por accidente" - que creció en Nogent-sur-Marne.

## Carrera
Voulzy originalmente lideró la banda pop Le Temple de Vénus y, en 1969, se unió al cantante Pascal Danel como guitarrista. Trabajó con Danel hasta 1974. Sin embargo, es mayormente conocido por haber coescrito varias canciones del también cantautor Alain Souchon y por su carrera como solista. 
Su canción Rockollection (1977) fue un hit internacional de esos años hasta la actualidad, que además contó versiones en francés, español e inglés. También obtuvo otros hits en Francia como Le Soleil Donne (que también contó con versiones en español e inglés) y Les Nuits Sans Kim Wilde (conocida en inglés como Nights without Kim Wilde), inspirado en la cantante inglesa.   
En 2006 lanzó un nuevo álbum La Septième Vague, que obtuvo amplio éxito en su país. En 2007 grabó junto al guitarrista francés Jean-Pierre Danel un nuevo álbum denominado Guitar Connection 2. En ese mismo año realizó una gira por su país. En 2008 una canción suya alcanzó el séptimo puesto en las listas francesas y lanzó un nuevo álbum, Recollection.
En 2011 editó un nuevo disco titulado Lys & Love, inspirado en la Edad Media, período histórico por el cual Voulzy dice sentir gran admiración. De hecho, su primer sencillo de este álbum, Jeanne, evoca la figura de Juana de Arco. En junio de 2012, alcanzó los 300.000 ejemplares vendidos, lo que le otorgó el triple platino. 
Voulzy vive actualmente en el sur de Inglaterra, en la ciudad de Haslemere, con su familia desde hace más de 20 años.[cita requerida]

## Discografía

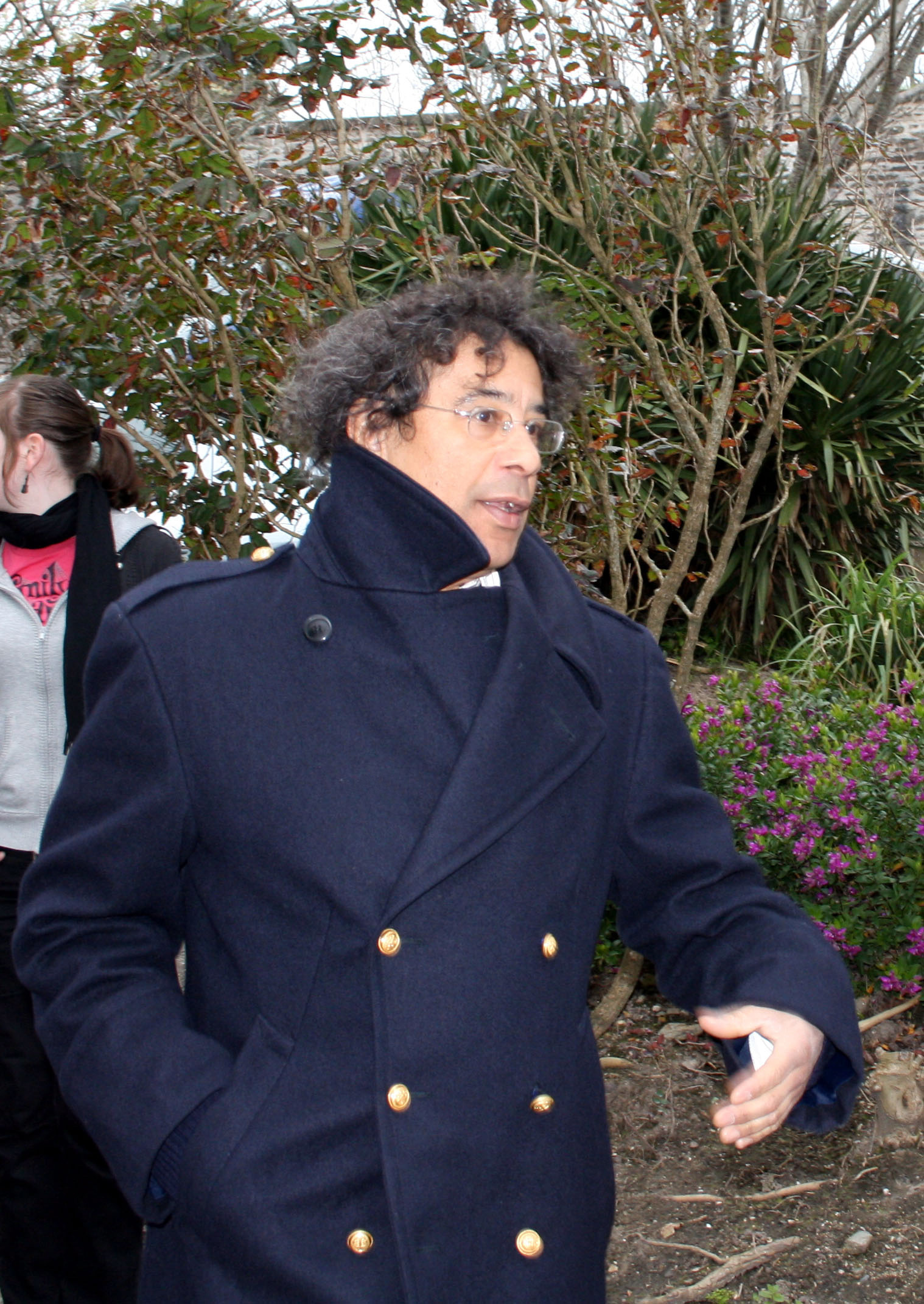
Laurent Voulzy en 2007.

### Álbumes de estudio
- Le Coeur Grenadine (RCA, 1979)
- Bopper En Larmes (RCA, 1983)
- Caché Derrière (Ariola, 1992)
- Avril (RCA, 2002)
- La Septième Vague (RCA, 2006)
- Recollection (2008)
- Lys & Love (Columbia, 2011)

### Álbumes en directo
- Voulzy Tour (Ariola, 1994)
- Le Gothique Flamboyant Pop Dancing Tour (RCA, 2004)

### Recopilatorios
- Belle Ile en Mer (BMG Ariola, 1989), que recopila sus temas más importantes entre 1977 y 1988.
- Les Essentiels (RCA, 2002), que recopila sus temas más importantes entre 1977 y 1988.
- Saisons (RCA, 2003), que recopila sus temas más importantes entre 1977 y 2003.

### Sencillos
- 1977 : Rockollection
- 1978 : Bubble Star
- 1978 : Le Cœur Grenadine
- 1979 : Karin Redinger
- 1979 : Cocktail chez mademoiselle
- 1980 : Surfing Jack
- 1981 : Idéal simplifié
- 1983 : Bopper en larmes
- 1983 : Liebe
- 1984 : Désir, désir (con Véronique Jannot)
- 1985 : Les Nuits sans Kim Wilde
- 1985 : Belle-Île-en-Mer, Marie-Galante
- 1987 : My Song of You
- 1988 : Le soleil donne
- 1992 : Paradoxal système
- 1992 : Carib Islander
- 1993 : Le Cantique Mécanique
- 1993 : Le Pouvoir des fleurs
- 1993 : Caché derrière
- 1993 : Le rêve du pecheur
- 1994 : Du Temps qui passe
- 2001 : Une héroïne
- 2002 : La Fille d'avril
- 2002 : Amélie Colbert
- 2004 : Peggy
- 2005 : Là où je vais
- 2006 : Derniers Baisers
- 2008 : My Song of You
- 2008 : Jelly Bean
- 2009 : Le Vent qui va
- 2011 : Jeanne
- 2012 : C'était déjà toi
- 2012 : En regardant vers le pays de France (feat. Nolwenn Leroy)
- 2014 : Derrière les mots (con Alain Souchon)